# HBsAg

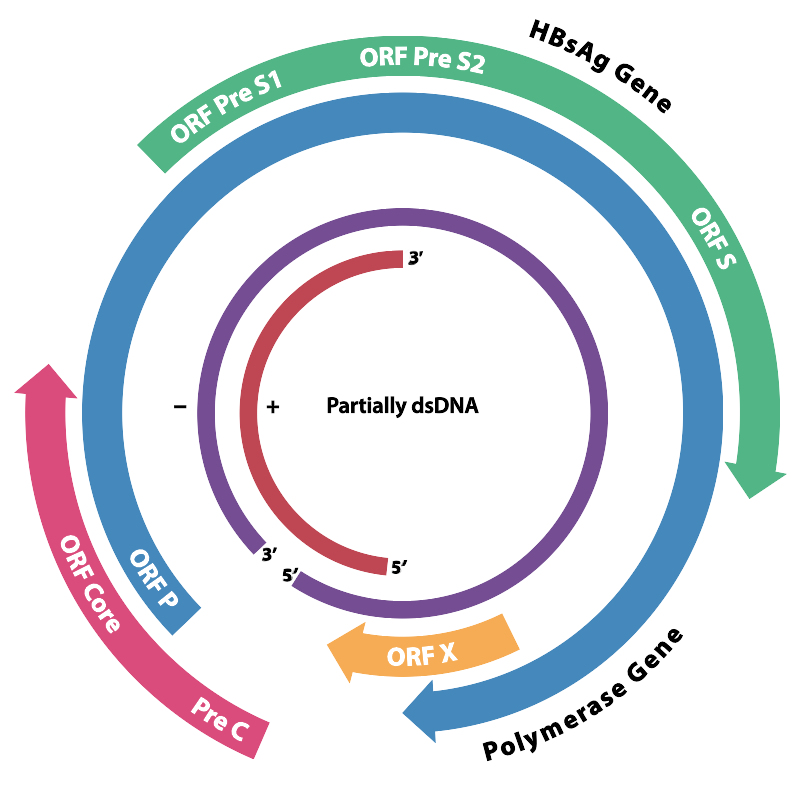
Organització del genoma del VHB. Els gens se superposen. (ORF S, de color verd, codifica HBsAg)

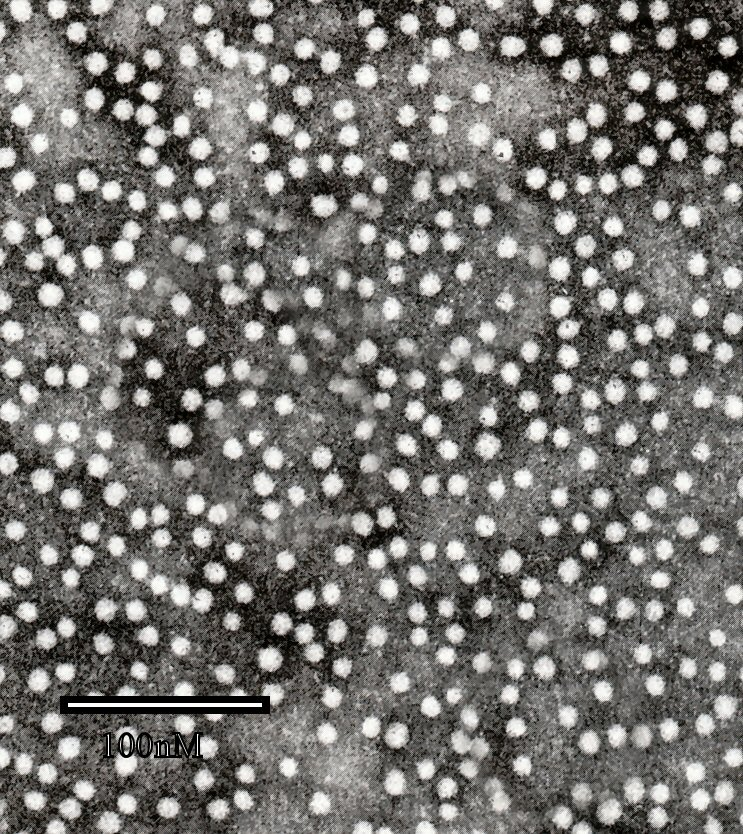
Partícules de l'antigen HBsAg vistes sota un microscopi electrònic.

L'acrònim HBsAg significa Antigen de superfície de l'hepatitis B , també conegut com a Antigen Austràlia, ja que va ser aïllat per primera vegada d'un aborigen australià. Descobert el 1963 per Baruch Blumberg, consta d'una glucoproteïna que s'insereix en la superfície del Virus de l'hepatitis B (VHB) i quan es detecta en el torrent sanguini indica una infecció actual d'hepatitis B aguda i crònica.

## Diagnòstic
El HBsAg apareix abans del començament dels símptomes, aconsegueix el seu pic durant el curs de la malaltia simptomàtica per després declinar a nivells indetectables en un interval de 3 a 6 mesos. Per aquesta raó, té un important valor el diagnòstic en l'avaluació d'aquestes infeccions, que s'utilitza també en proves de detecció dels donants per evitar la possibilitat d'infecció. La producció d'anticossos naturals o induïts per la vacuna contra aquest antigen confereix protecció contra la malaltia. El HBsAg és present a la sang més enllà dels 6 mesos en subjectes amb hepatitis B crònica, que és comú en les persones infectades amb els sistemes immunes debilitats (per exemple, les persones amb sida).
Es pot trobar en el sèrum en tres formes morfològicament diferents: la coberta externa de la partícula de DANE intacta, una partícula esfèrica de 22 nm i una tubular allargada. No obstant això, la coberta externa de la partícula de DANE és l'única que conté àcid nucleic i que és infecciosa. Es coneixen diversos subtipus antigènics: a, d, i, w, r, e i l. per diagnosticar l'hepatitis